# Trombocit

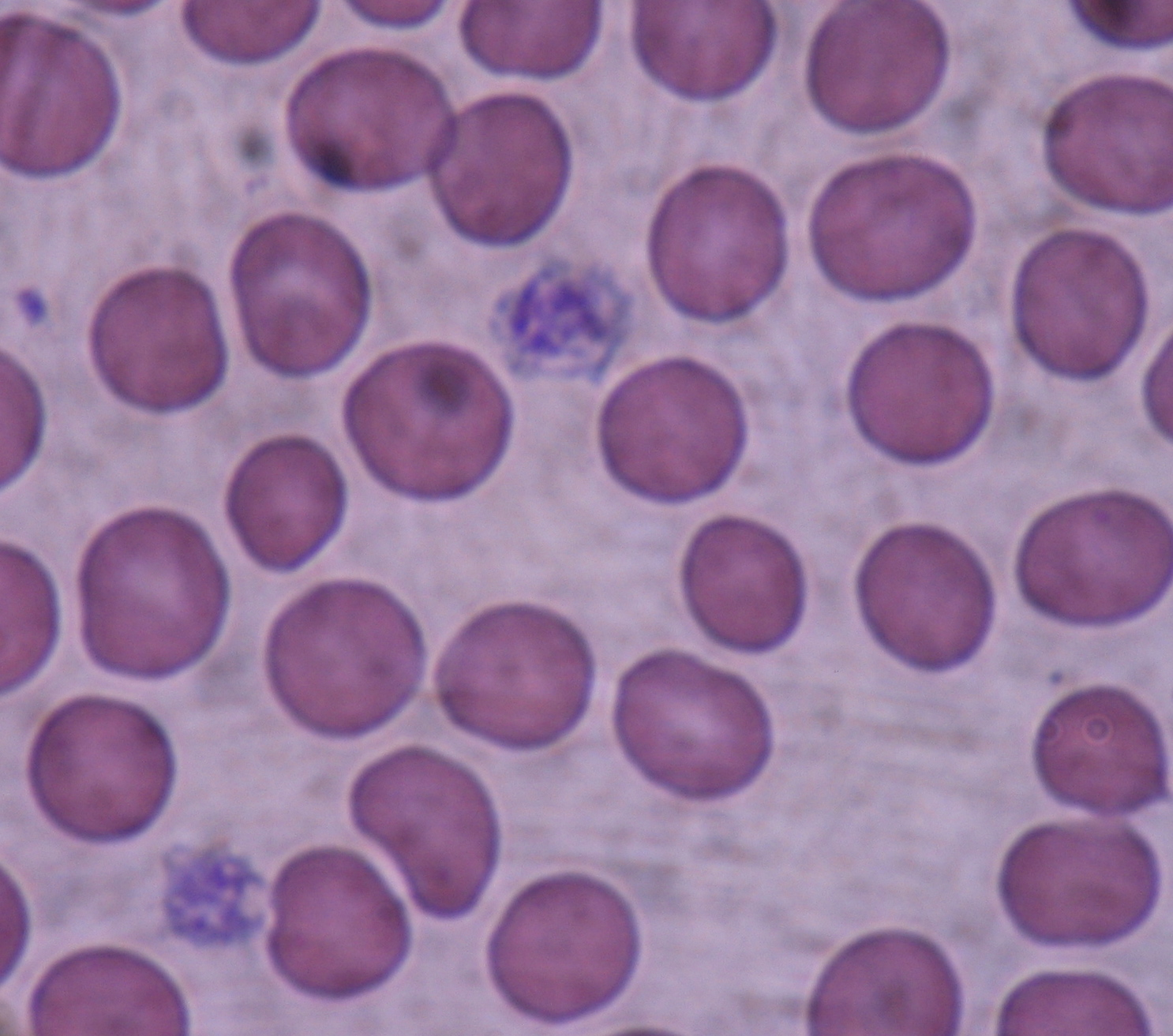
Plachete sanguine

Trombocitele (din limba greacă θρόμβος thrombos "cheag" + κύτος kytos, „celulă”), cu denumirea alternativă de plachete sangvine, sunt celule sangvine cu rol în procesul complex de hemostază, participând la formarea trombusurilor, precum și o sursă a factorilor de creștere. Sunt celule de mici dimensiuni (2-3 µm), anucleate, provenite din fragmentarea megacariocitelor. Sunt aproximativ 150–400·109 trombocite per litru de sânge, fiind produse în fiecare zi circa 1011 trombocite. O treime din trombocite se găsesc la nivelul circulației splenice, restul găsindu-se în torentul sanguin. Durata de viață a unui trombocit este de aproximativ 8 zile. Distrugerea lor are loc la nivel splenic și hepatic, dar și la nivelul circulației generale.

## Structura
Trombocitele prezintă trei zone morfofuncționale net delimitate:
- zona periferică: implicată în procesele de adeziune și emiterea de pseudopode;
- hialoplasma: zona contractilă a trombocitului;
- zona organitelor (granulomer): are o funcție predominant secretorie și conține granule și corpi denși secretori.

## Compoziția
Plachetele sangvine conțin glucide (1,9%), proteine (12%) și lipide (3%). La periferie prezintă un inel de microtubuli ce conțin actină și miozină. Cu microscopul electronic au fost puse în evidență doua tipuri de granule: unele dense, cu conținut bogat în ADP și serotonină ca factori agreganți, altele conținătoare de proteine biologic active. 

## Rol
Trombocitele sunt elemente înalt adaptate funcției hemostatice. În cursul acestui proces, ele aderă la peretele vascularitizat, sunt stimulate de acest contact, se agregă și secretă, realizând timpul vasculo-plachetar al hemostazei din cadrul reacțiilor de apărare antihemoragică.